# Violette de Bordeaux
 'Violette de Bordeaux' es un cultivar de higuera de tipo higo común Ficus carica bífera, de higos de piel violeta oscuro casi negro. En América del Norte son capaces de ser cultivadas en USDA Hardiness Zones 7 a 10.

## Sinonimia
- „Negronne“,[4][5]
- „Figue de Bordeaux“,
- „Petite Aubique“,
- „Angélique Black“,
- „Figue Poire“,

## Historia
Variedad presente en el sur de Francia durante mucho tiempo, fue descrita en 1692 por JB de la Quintinie, y cultivada en el Château de Versailles bajo reinado de Luis XIV de Francia
Su presencia en la región de París, en Inglaterra e incluso en América del Norte, muestra su buena resistencia al frío y su capacidad para crecer bien en clima fresco con una breve temporada de otoño.

## Características
Las higueras 'Violette de Bordeaux' es un cultivar de tipo higo común Ficus carica bífera, árbol de tamaño mediano a bajo, productivo y robusto, se pueden cultivar en USDA Hardiness Zones 7 a más cálida húmeda.
'Violette de Bordeaux' produce brevas sabrosas piriformes de unos 50 gr que maduran desde principios de julio.
Higo de tamaño mediano de unos 40 gr, con una piel hermosa de color violeta oscuro casi negro y una carne roja. Se parece mucho a 'Noire de Caromb'. Comienzan su maduración desde mediados de agosto hasta que empiezan los fríos.
Esta variedad es autofértil y no necesita otras higueras para ser polinizada. El higo tiene un ostiolo que está bloqueado con resina por lo que es bastante resistente a la putrefacción, ya que evita el deterioro durante condiciones climáticas adversas

## Cultivo
'Violette de Bordeaux' es un higo rústico de muy buen gusto, calidad fragante. Fragancia frutal Fruta jugosa. Por su buena resistencia a la lluvia y al mal tiempo se cultiva sobre todo en huertas y jardines privados de Francia e Inglaterra y en los estados del centro y norte de Estados Unidos. Adaptado a espacios pequeños, en las zonas de inviernos muy fríos normalmente en grandes macetas que se ponen a resguardo cuando comienzan las heladas.
'Violette de Bordeaux' son higueras productoras de higos que dan lugar a excelente higos para todo uso, tanto para mermeladas, consumo en fresco y aplicaciones en la cocina.